# Szélesség (hajó)

Egy hajó leírásához használt dimenziók grafikus ábrázolása. A "b" dimenzió a szélesség.

Egy hajó esetén a szélesség a névleges merülési vonalon mért legnagyobb szélesség mértéke. Szélességként megadható a hajótest maximális szélessége vagy a maximális szélesség beleértve a túllógó felépítményeket is.
Általánosságban elmondható, hogy minél nagyobb egy hajó (vagy csónak) szélessége, annál nagyobb a kezdeti stabilitása a borulás esetén fontos stabilitási tartalék kárára, amikor is több energia szükséges a hajó kibillent pozíciójából való visszaállítására.

## Jellemző értékek
A jellemző hossz/szélesség arányok a kisméretű (a dingitől a vontatható, 20 lábas vagy 6 méteres) vitorlás hajók 2:1 arányától 5:1-ig terjednek (30 láb vagy 10 méter feletti versenyvitorlások).
A nagy hajók szélességi aránya nagymértékben változó, elérheti akár a 20:1-et is.
A belvízi versenyzésre tervezett evezőshajók hossz/szélesség aránya 30:1 is lehet, míg egy „dióhéjcsónak” esetén majdnem 1:1 – a közel kör alakja miatt.

## Képlet (ökölszabály)
Sok egytestű hajó szélessége a következő képlettel számítható:
{\displaystyle Sz=H^{\frac {2}{3}}+1}
ahol Sz a szélessége, H a teljes hossza (LOA), mindkettő lábban kifejezve.
Néhány példa:
- Egy hagyományos 27 lábas (8,2 m) jacht: a 27 köbgyöke 3, 3 a négyzeten 9, plusz 1 egyenlő 10. Számos 27 lábas egytestű hajó szélessége 10 láb (3,05 m).
- Egy Volvo Open 70 jacht: 70,5 a 2/3-on egyenlő 17-tel, plusz 1 egyenlő 18. A szélesség gyakran mintegy 18 láb (5,5 m).
- Egy 714 láb (226 m) hosszú hajó: a köbgyök 9, 9 a négyzeten 81, plusz 1. A szélesség 82 láb (25 m), pl. Seawaymax.

Mivel a katamaránoknak több mint egy hajótestük van, a szélesség számítása máshogyan történik.

## Középvonali szélesség (BOC)
Ezt a kifejezést jellemzően a teljes hosszal (LOA) együtt alkalmazzák. A LOA/BOC arány használatos a többtestű hajók stabilitásának a becsléséhez. Minél alacsonyabb, annál stabilabb a hajó.
A BOC mérése a következő: Katamaránok esetén az egyik hajótest középvonala és a másik hajótest középvonala között derékszögben mért távolság a fedélzet szintjén mérve. Trimaránok esetén a derékszögű távolság a főtest középvonala és az egyik ama középvonala között a fedélzet szintjén mérve.

## Fordítás
Ez a szócikk részben vagy egészben  a   Beam (nautical) című angol Wikipédia-szócikk ezen változatának fordításán alapul.  Az eredeti cikk szerkesztőit annak laptörténete sorolja fel. Ez a jelzés csupán a megfogalmazás eredetét és a szerzői jogokat jelzi, nem szolgál a cikkben szereplő információk forrásmegjelöléseként.